# Az Öribarik epizódjainak listája
Az Öribarik (eredeti cím: Best Friends Whenever) amerikai televíziós filmsorozat, amelyet Jed Elinoff és Scott Thomas készített a Disney Channel számára. A vezető producerek Jed Elinoff, Scott Thomas és Michael B. Kaplan. A sorozat főszereplői Cyd (Landry Bender) és Shelby (Lauren Taylor). Amerikában 2015. június 26-án volt a premiere, Magyarországon pedig 2015. szeptember 19-én mutatták be.
2016. február 29-én a Disney Channel berendelte a sorozat 2. évadát.

## Évados áttekintés
| Évad | Évad | Epizódok | Eredeti sugárzás | Eredeti sugárzás   | Magyar sugárzás      | Magyar sugárzás    |
| Évad | Évad | Epizódok | Évadpremier      | Évadfinálé         | Évadpremier          | Évadfinálé         |
| ---- | ---- | -------- | ---------------- | ------------------ | -------------------- | ------------------ |
|      | 1    | 18       | 2015. június 26. | 2016. május 22.    | 2015. szeptember 19. | 2016. december 19. |
|      | 2    | 12       | 2016. július 25. | 2016. december 11. | 2016. november 6.    | 2017. december 19. |

## 1. évad
| #           | #           | Eredeti cím                     | Magyar cím                          | Rendezte                                  | Írta                                                                      | Eredeti premier                                | Magyar premier                                     |
| ----------- | ----------- | ------------------------------- | ----------------------------------- | ----------------------------------------- | ------------------------------------------------------------------------- | ---------------------------------------------- | -------------------------------------------------- |
| 1.          | 1.          | A Time to Travel                | Itt az idő, utazzunk!               | Shelley Jensen                            | Jed Elinoff & Scott Thomas                                                | 2015. június 26.                               | 2015. szeptember 19.                               |
| 2.          | 2.          | A Time to Cheat                 | Itt az idő… csalni                  | Shelley Jensen                            | Jed Elinoff & Scott Thomas                                                | 2015. július 12.                               | 2015. november 22.                                 |
| 3.          | 3.          | A Time to Say Thank You         | Itt az idő… megköszönni             | Shelley Jensen                            | Michael B. Kaplan                                                         | 2015. július 19.                               | 2015. november 29.                                 |
| 4.          | 4.          | A Time to Jump and Jam          | Itt az idő… ugrani és blokkolni     | Shelley Jensen                            | Debby Wolfe                                                               | 2015. július 26.                               | 2015. december 6.                                  |
| 5.          | 5.          | A Time to Rob and Slam          | Itt az idő… le-Rob-olni             | Shelley Jensen                            | Jim Hope                                                                  | 2015. augusztus 9.                             | 2015. december 13.                                 |
| 6.          | 6.          | The Butterscotch Effect         | Itt az idő… a pillecukor-effektusra | Shelley Jensen                            | Steve Jarczak & Shawn Thomas                                              | 2015. augusztus 16.                            | 2015. december 20.                                 |
| 7.          | 7.          | Shake Your Booty                | Itt az idő… dizsizni                | Victor Gonzalez                           | Jed Elinoff & Scott Thomas                                                | 2015. augusztus 23.                            | 2015. december 27.                                 |
| 8.          | 8.          | Back to the Future Lab          | Ugrás a jövőbeli laborba            | Shelley Jensen                            | Michael B. Kaplan                                                         | 2015. szeptember 20.                           | 2016. február 6.                                   |
| 9.          | 9.          | Cyd and Shelby's Haunted Escape | Cyd és Shelby szellemes szökése     | Victor Gonzalez                           | Jim Martin                                                                | 2015. október 4.                               |                                                    |
| 10.         | 10.         | When Shelby Met Cyd             | Shelby és Cyd – így kezdődött       | Victor Gonzales                           | Jim Hope                                                                  | 2015. október 25.                              | 2016. február 13.                                  |
| 11.         | 11.         | Cyd and Shelby Strike Back      | Cyd és Shelby visszavág             | Shanon Flynn & Shelley Jensen             | Steve Jarczak, Shawn Thomas & Jim Martin                                  | 2015. november 27.                             | 2016. február 20/27.                               |
| 12.         | 12.         | The Girls of Christmas Past     | Az elmúlt karácsonyok lányai        | David Kendall                             | Kevin Engelking & Sarah Jeanne Terry                                      | 2015. december 6.                              | 2016. december 19.                                 |
| 13.         | 13.         | A Time to Double Date           | Itt az idő… duplarandizni           | Robbie Countryman                         | Debby Wolfe                                                               | 2016. február 21.                              | 2016. június 26.                                   |
| 14.         | 14.         | Jump to the '50s                | Vissza az '50-es évekbe!            | Shelley Jensen                            | Loni Steele Sosthand                                                      | 2016. március 20.                              | 2016. július 3.                                    |
| 15.         | 15.         | Diesel Gets Lost in Time        | Diesel eltűnik az időben            | Shelley Jenson                            | Jim Hope                                                                  | 2016. április 17.                              | 2016. július 10.                                   |
| 16. 17. 18. | 16. 17. 18. | Fight the Future                | Harc a jövő ellen                   | Shannon Flynn Jon Rosenbaum Jon Rosenbaum | Steve Jarczak & Shawn Thomas Michael B. Kaplan Jed Elinoff & Scott Thomas | 2016. május 8. 2016. május 15. 2016. május 22. | 2016. július 17. 2016. július 24. 2016. július 28. |

## 2. évad
| #   | #   | Eredeti cím              | Magyar cím            | Rendezte        | Írta                           | Eredeti premier    | Magyar premier                |
| --- | --- | ------------------------ | --------------------- | --------------- | ------------------------------ | ------------------ | ----------------------------- |
| 19. | 1.  | Princess Problems        | Hercegnő gondok       | Bob Koherr      | Jed Elinoff & Scott Thomas     | 2016. július 25.   | 2016. november 6.             |
| 20. | 2.  | Worst Night Ever         | A legrosszabb éjszaka | Bob Koherr      | Jennifer Glickman              | 2016. július 26.   | 2016. november 13.            |
| 21. | 3.  | Epic Girl's Day          | Csajos nap            | Victor Gonzalez | Erin Dunlap                    | 2016. július 27.   | 2016. november 27.            |
| 22. | 4.  | Girl Code                | Csajkód               | Bob Koherr      | Jim Martin                     | 2016. július 28.   | 2016. november 20.            |
| 23. | 5.  | Derby Little Secret      | Derbi titok           | Victor Gonzalez | Rick Williams & Jenna McGrath  | 2016. július 29.   | 2016. december 4.             |
| 24. | 6.  | Night of the Were-Diesel | Diesel, a vérfarkas   | Jon Rosenbaum   | Rick Williams & Jenna McGrath  | 2016. október 2.   | 2022. június 14. (Disney+)    |
| 25. | 7.  | The Friendship Code      | A barátság kódex      | Shannon Flynn   | Jennifer Glickman              | 2016. október 3.   | 2017. április 22.             |
| 26. | 8.  | The Lying Game           | Hazudós játék         | Victor Gonzalez | Molly Haldeman & Camilla Rubis | 2016. október 4.   | 2016. december 11.            |
| 27. | 9.  | Working Nine to Fudge    | A csoki meló          | Shelley Jensen  | Molly Haldeman & Camilla Rubis | 2016. október 5.   | 2017. április 29.             |
| 28. | 10. | It's Not Ye, It's Me     | Középkori ramazuri    | Shannon Flynn   | Jim Martin                     | 2016. október 6.   | 2016. december 19.            |
| 29. | 11. | The Christmas Curse      | A karácsonyi átok     | Shelley Jensen  | Erin Dunlap                    | 2016. december 4.  | 2017. december 19.            |
| 30. | 12. | Revenge of the Past      | A múlt bosszúja       | Jon Rosenbaum   | Jed Elinoff & Scott Thomas     | 2016. december 11. | 2017. május 6. 2017. május 7. |